# Yasemin Can
Yasemin Can, nata Vivian Jemutai (Eldoret, 11 dicembre 1996), è una mezzofondista e maratoneta turca di origine keniota.

## Biografia
Nata in Kenya, vive in Turchia dal 13 marzo 2015 e acquisì la cittadinanza turca il 25 maggio dello stesso anno. Dal 13 marzo 2016 gareggia nelle manifestazioni internazionali con la maglia della nazionale turca. Ha al suo attivo tre titoli nazionali turchi, tutti ottenuti nel 2016. Sempre nel 2016 ha vinto due medaglie d'oro, nei 5000 e 10000 metri piani ai campionati europei di Amsterdam.
È stata criticata a causa della sua attitudine a sputare sulla pista durante e dopo le gare, ma si è sempre dimostrata indifferente verso queste accuse.

## Palmarès
| Anno | Manifestazione             | Sede           | Evento          | Risultato | Prestazione | Note                                                                          |
| ---- | -------------------------- | -------------- | --------------- | --------- | ----------- | ----------------------------------------------------------------------------- |
| 2015 | Universiadi                | Gwangju        | Mezza maratona  | 11ª       | 1h20'18"    |                                                                               |
| 2015 | Universiadi                | Gwangju        | A squadre       | Bronzo    | 3h55'36"    |                                                                               |
| 2016 | Europei                    | Amsterdam      | 5000 m piani    | Oro       | 15'18"15    |                                                                               |
| 2016 | Europei                    | Amsterdam      | 10000 m piani   | Oro       | 31'12"86    | Miglior prestazione europea under 23 · Miglior prestazione europea stagionale |
| 2016 | Europei                    | Amsterdam      | Mezza maratona  | 81ª       | 1h23'25"    |                                                                               |
| 2016 | Giochi olimpici            | Rio de Janeiro | 5000 m piani    | 6ª        | 14'56"96    |                                                                               |
| 2016 | Giochi olimpici            | Rio de Janeiro | 10000 m piani   | 7ª        | 31'28"69    | Miglior prestazione personale                                                 |
| 2016 | Europei di cross           | Chia           | Corsa seniores  | Oro       | 24'46"      |                                                                               |
| 2016 | Europei di cross           | Chia           | A squadre       | Oro       | 35 p.       |                                                                               |
| 2017 | Europei indoor             | Belgrado       | 3000 m piani    | Argento   | 8'43"46     | Record nazionale                                                              |
| 2017 | Mondiali di cross          | Kampala        | Staffetta mista | Bronzo    | 22'37"      |                                                                               |
| 2017 | Europei U23                | Bydgoszcz      | 5000 m piani    | Oro       | 15'01"67    | Record dei campionati                                                         |
| 2017 | Europei U23                | Bydgoszcz      | 10000 m piani   | Oro       | 31'39"80    | Record dei campionati                                                         |
| 2017 | Mondiali                   | Londra         | 5000 m piani    | Batteria  | 15'08"20    |                                                                               |
| 2017 | Mondiali                   | Londra         | 10000 m piani   | 11ª       | 31'35"48    |                                                                               |
| 2017 | Europei di cross           | Šamorín        | Corsa seniores  | Oro       | 26'48"      |                                                                               |
| 2017 | Europei di cross           | Šamorín        | A squadre       | Bronzo    | 54 p.       |                                                                               |
| 2018 | Europei                    | Berlino        | 5000 m piani    | Bronzo    | 14'57"63    | Miglior prestazione personale stagionale                                      |
| 2018 | Europei                    | Berlino        | 10000 m piani   | 4ª        | 32'34"34    |                                                                               |
| 2018 | Europei di cross           | Tilburg        | Corsa seniores  | Oro       | 26'05"      |                                                                               |
| 2019 | Europei di cross           | Lisbona        | Corsa seniores  | Oro       | 26'52"      |                                                                               |
| 2019 | Europei di cross           | Lisbona        | A squadre       | 4ª        | 53 p.       |                                                                               |
| 2020 | Mondiali di mezza maratona | Gdynia         | Mezza maratona  | 7ª        | 1h06'20"    | Record nazionale                                                              |
| 2020 | Mondiali di mezza maratona | Gdynia         | A squadre       | 6ª        | 3h31'39"    |                                                                               |
| 2021 | Giochi olimpici            | Tokyo          | 5000 m piani    | 8ª        | 14'46"49    |                                                                               |
| 2021 | Giochi olimpici            | Tokyo          | 10000 m piani   | 11ª       | 31'10"05    | Miglior prestazione personale stagionale                                      |
| 2022 | Giochi del Mediterraneo    | Orano          | 5000 m piani    | Oro       | 15'23"47    |                                                                               |
| 2022 | Europei                    | Monaco         | 5000 m piani    | Argento   | 14'56"91    |                                                                               |
| 2022 | Europei                    | Monaco         | 10000 m piani   | Oro       | 30'32"57    | Miglior prestazione personale stagionale                                      |
| 2022 | Europei di cross           | Venaria Reale  | Corsa seniores  | dnf       | dnf         |                                                                               |
| 2022 | Europei di cross           | Venaria Reale  | A squadre       | nm        | nm          |                                                                               |
| 2023 | Europei indoor             | Istanbul       | 3000 m piani    | Finale    | dnf         |                                                                               |
| 2024 | Europei di cross           | Antalya        | Corsa seniores  | Bronzo    | 26'01"      |                                                                               |
| 2024 | Europei di cross           | Antalya        | A squadre       | 4ª        | 48 p.       |                                                                               |

## Campionati nazionali
- 1 volta campionessa nazionale dei 10000 m piani (2016)
- 1 volta campionessa nazionale indoor dei 3000 m piani (2016)
- 1 volta campionessa nazionale indoor dei 5000 m piani (2016)

2016
- Oro ai campionati turchi indoor, 3000 m piani
- Oro ai campionati turchi indoor, 5000 m piani - 15'08"46
- Oro ai campionati turchi, 10000 m piani - 31'30"58

## Altre competizioni internazionali
2015
- 14ª alla Maratona di Istanbul ( Istanbul) - 3h20'00"

2016
- 6ª al Golden Gala Pietro Mennea ( Roma), 5000 m piani - 14'37"61
- 28ª alla Maratona di Rotterdam ( Rotterdam) - 2h47'11"

2019
- Oro al Campaccio ( San Giorgio su Legnano) - 19'21"

2024
- Bronzo alla BOclassic ( Bolzano) - 16'05"